# Transitus Fluvii

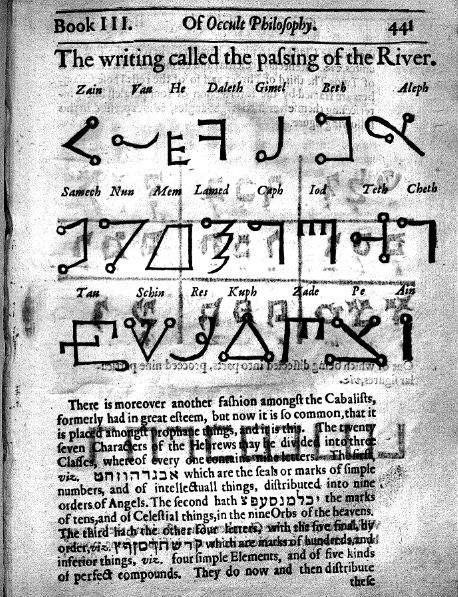
Un pasaje de Transitus Fluvii, descrito por Cornelius Agrippa en 'De la filosofía oculta', en su edición en inglés de 1651.

Transitus Fluvii ("Cruce del río", en latín), es un alfabeto oculto consistente de 22 caracteres descritos por Heinrich Cornelius Agrippa en su De occulta philosophia libri tres (Colonia, 1533, pero escrito alrededor de 1510).
Deriva del alfabeto hebreo y de sus similares, el Celestial y el Malachim.
El nombre hace referencia al cruce que hizo la comunidad judía a través del río Éufrates durante su regreso de Babilonia para reconstruir el Templo.
Este alfabeto puede ser encontrado en la obra de Abraham de Balmis denominada Peculium Abrae. Grammatica hebraea una cum latino, Venecia, 1523, sig. B6v. También encontramos referencias en el libro de Geoffroy Tory, Champ Fleury, Paris, 1529, f. 76v ubi tamen: “Lettres Chaldaiques” y en la obra de Giovanni Agostino Panteo llamada Voarchadumia contra alchimiam, Venecia, 1530, pp. 545–46.
Giovanni Agostino Panteo relata que mientras el alfabeto hebreo fue confiado a Moisés, el enochiano fue entregado a Enoc y el Transitus Fluvii a Abraham.

## Apariciones en la cultura popular
El alfabeto aparece en la película The Blair Witch Project. También se hace referencia a éste en el libro, An Enemy at Green Knowe, que forma parte de la serie Green Knowe de la autora británica Lucy Boston.